# Dubrajpur
Dubrajpur là một thành phố và khu đô thị của quận Birbhum thuộc bang Tây Bengal, Ấn Độ.

## Địa lý
Dubrajpur có vị trí 23°48′B 87°23′Đ / 23,8°B 87,38°Đ Nó có độ cao trung bình là 77 mét (252 feet).

## Nhân khẩu
Theo điều tra dân số năm 2001 của Ấn Độ, Dubrajpur có dân số 32.752 người. Phái nam chiếm 52% tổng số dân và phái nữ chiếm 48%. Dubrajpur có tỷ lệ 56% biết đọc biết viết, thấp hơn tỷ lệ trung bình toàn quốc là 59,5%: tỷ lệ cho phái nam là 65%, và tỷ lệ cho phái nữ là 46%. Tại Dubrajpur, 14% dân số nhỏ hơn 6 tuổi.